# Dziura pod Wantą
Dziura pod Wantą – jaskinia, a właściwie schronisko, w Dolinie Kościeliskiej w Tatrach Zachodnich. Ma dwa otwory wejściowe znajdujące się w Wąwozie Kraków, w dolnej części Upłazkowej Turni, w pobliżu Jaskini pod Okapem, na wysokościach 1286 i 1290 metrów n.p.m. Długość jaskini wynosi 8 metrów, a jej deniwelacja 4 metry.

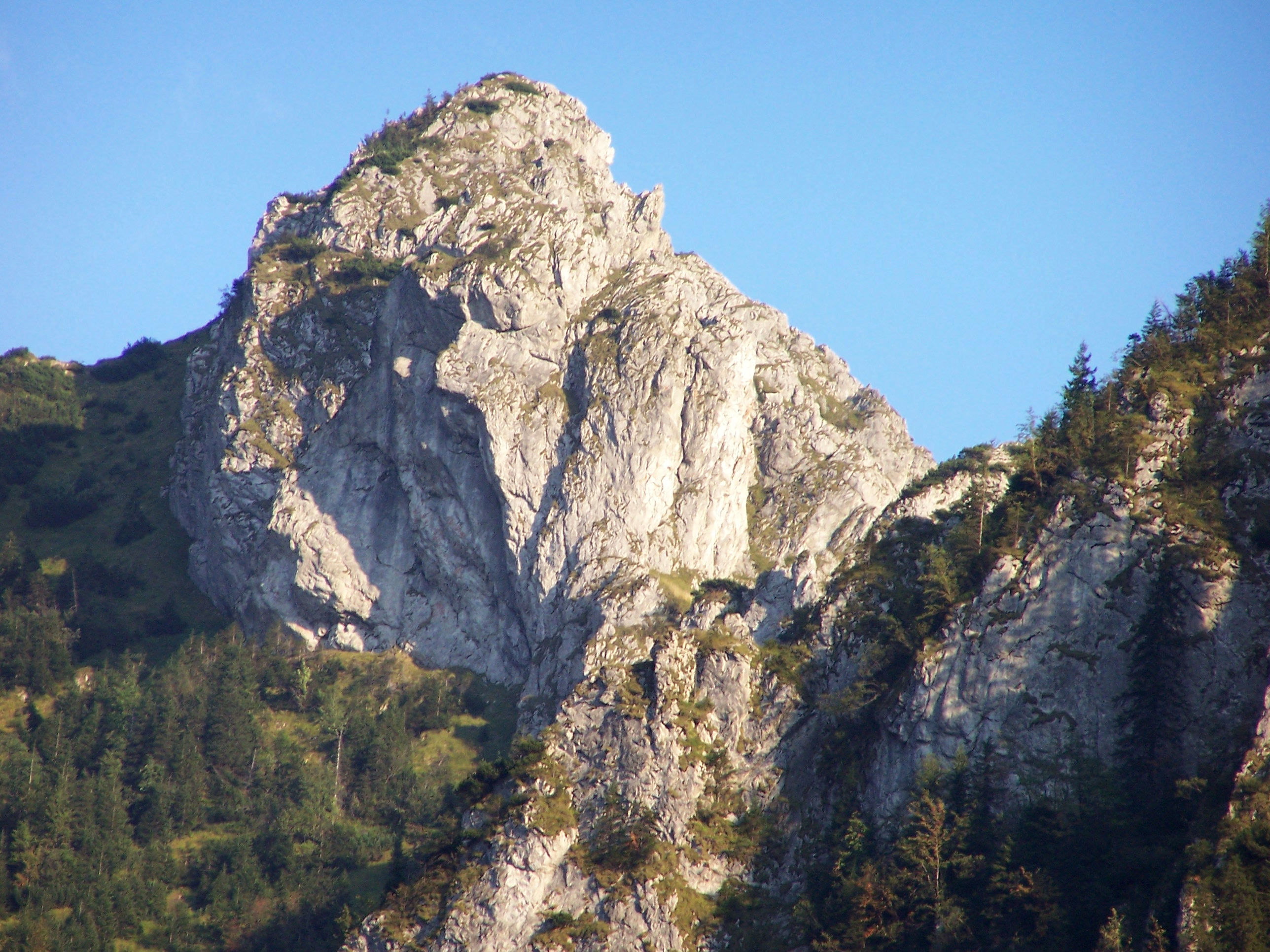
Upłazkowa Turnia

## Opis jaskini
Przy wejściu znajdują się zaklinowane bloki skalne (wanty) między którymi znajdują się dwa otwory przez które można dostać się do jaskini – dolny (większy) i górny (mały i ciasny). Jaskinię stanowi niewielka sala zaczynająca się zaraz za leżącymi wantami.

## Przyroda
W jaskini brak jest nacieków. Ściany są wilgotne, rosną na nich mchy, porosty i śluzowce.

## Historia odkryć
Jaskinia była znana od dawna. Pierwszą informację o niej opublikował Z. Wójcik w 1966 roku.